# Рахим Адеми
Рахим Адеми (алб. Rahim Ademi; Караче, 30. јануар 1954) албански је војник са Косова и Метохије. Био је бригадни генерал Хрватске копнене војске.

## Биографија
Рођен је 30. јануара 1954. године у Карачима, код Вучитрна. Године 1976. завршио је Војну академију Универзитета одбране у Београду. Био је распоређен у станицу у Рогозници код Шибеника у Хрватској где се оженио и добио двоје деце.
Војни суд у Сарајеву га је 1986. године осудио за контрареволуционарна дела и албански иредентизам, али је након одслужења годину и по дана затвора Врховни војни суд прихватио његову жалбу и ослободио га. Следеће године провео је као официр у Сињу до 1990. године када је почео рат у Хрватској и дезертирао је из Југословенске народне армије како би помогао у стварању формација хрватске војске.
Године 1991. службено се придружио Министарству унутрашњих послова, а касније је постао део Оружаних снага Републике Хрватске током рата у Хрватској. Од 1992. до 1993. године, као бригадир, командовао је хрватским војним јединицама на подручју Сиња, с посебном одговорношћу за брану Перућког језера. Године 1993. распоређен је на дужност подзаповедника Зборног округа Госпић, али је касније исте године, након контроверзне операције Медачки џеп, разрешен дужности. Касније је служио као поткомандант Зборног округа Сплит, а 1995. унапређен је у бригадног генерала за заслуге у операцији Олуја. Ту је остао до 1999. године када је прекомандован на дужност помоћника главног инспектора Оружаних снага у Загреб.
Хашки трибунал је 2001. године подигао оптужницу против Адемија за злочине против човечности који су почињени над Србима током операције Медачки џеп. Првобитно је био у притвору Суда, али му је касније дозвољено да бесплатно припреми своју одбрану. У новембру 2005. године, у складу са својом стратегијом завршетка, Хашки трибунал је уступио предмет Адеми—Норац хрватском правосуђу. Суђење је почело 18. јуна 2007. године пред посебним већем Жупанијског суда у Загребу под председавајућом судијом Марином Мрчелом.
Адеми тврди да га је Влада Републике Хрватске, под међународним притиском, 1993. године разрешила дужности у Госпићу како би од њега направила жртвено јање, уместо да умеша команданте Јанка Бобетка, Мирка Норца и Младена Маркача. Навео је да га је Хашки трибунал тражио за испитивање још 1998. године, али му Влада није дозволила да одговори на њихова питања. Дана 30. маја 2008. године, Жупанијски суд у Загребу га је ослободио одговорности за злочине које су хрватске трупе починиле над српским заробљеницима током операције Медачки џеп.
У марту 2010. Врховни суд Хрватске потврдио је Адемију ослобађајућу пресуду.
Током кампање за председничке изборе 2014—2015, радио је као координатор за Иву Јосиповића.